# Jijona
Jijona község Spanyolországban, Alicante tartományban. Lakosainak száma 7307 fő (2024).

## Földrajza
Jijona Alcoy, Alicante, Busot, Castalla, Ibi, Relleu, San Vicente del Raspeig, Tibi és La Torre de les Maçanes községekkel határos.

## Népesség
A település lakosságának változását az alábbi diagram mutatja:
| Lakosok száma | 7304 | 7400 | 7596 | 7516 | 7429 | 7226 | 7057 | 6865 | 6861 | 7307 |
|               | 2001 | 2004 | 2006 | 2009 | 2011 | 2014 | 2016 | 2019 | 2021 | 2024 |